# Древний Херсонес
Древний Херсонес, также Страбонов Херсонес — древнегреческий город на южном побережье Крыма, о котором известно из свидетельства историка и географа Страбона. Город располагался неподалеку от Херсонеса Таврического.

## Свидетельство Страбона
Если плыть дальше вдоль (крымского) побережья, то далее идет выступающий в море… большой мыс… На этом месте расположен город Гераклейцев, который… называется Херсонесом… Затем следуют Древний Херсонес, лежащий в развалинах, и потом гавань с узким входом, где тавры обычно собирали свои разбойничьи банды, нападая на тех, кто спасался сюда бегством. Эта гавань называется Симболон Лимен («сигнальная гавань»)…
 (Strabo, VII, 4, 2).

## Версии современных историков
Документальных свидетельств о существовании древнего Херсонеса, в отличие от Херсонеса Таврического, чрезвычайно мало. Из рассказа Страбона известно лишь, что город «Древний Херсонес» находился где-то вблизи известного нам Херсонеса, и что ко времени создания его «Географии» этот город уже был покинут.
Место расположения и время возникновения этого города остается до конца невыясненным. Ф. К. Брун помещал его на южном берегу Крыма, у мыса Ая. К. Э. Гриневич искал Древний Херсонес на дне моря возле херсонесского маяка. В 1930 и 1931 годах он проводил здесь исследования морского дна, которые, однако, не дали результата.
Наиболее обоснованными сейчас признаны две точки зрения, которые опираются на результаты археологических раскопок под руководством К. К. Косцюшко-Валюжинича и Н. М. Печенкина на Маячном полуострове. По одной из версий, Древний Херсонес занимал весь Маячный полуостров. Две крепостные стены с мощными башнями отделяли его от Гераклейского полуострова. Пространство между стенами служило убежищем для жителей Маякового полуострова на случай опасности; в мирное время это пространство не застраивалось и было, наверное, необитаемым.
По гипотезе Г. Д. Белова, поселения Древнего Херсонеса были конгломератом разбросанных на территории Маякового полуострова сельских усадеб с земельными наделами при них.
По гипотезе С. Ф. Стржелецкого, Древний Херсонес находился на перешейке возле Казачьей бухты между двумя оборонительными стенами, а территория Маякового полуострова была его хорой.
По мнению Ю. Г. Виноградова и М. И. Золотарева, древнее поселение на месте Херсонеса Таврического (основанного в 421 году до н. э.) было основано в период ионийской колонизации в IV веке до н. э.